# Eduardo Balaca
Eduardo Balaca y Orejas-Canseco (n. 1840, Madrid, Noua Castilie⁠(d), Spania – d. 1914, Madrid, Noua Castilie⁠(d), Spania) a fost un pictor portretist, artist decorativ și profesor de artă spaniol. Fratele său a fost cunoscutul pictor de scene de lupte, Ricardo Balaca.

## Biografie
Balaca s-a născut la Madrid. Tatăl său a fost portretistul și miniaturistul José Balaca  A crescut la Lisabona, unde tatăl său plecase în exil din motive politice. Până în 1852, familia s-a întors la Madrid. Primele sale lecții de artă i-au fost date de tatăl său, apoi a urmat cursurile Real Academia de Bellas Artes din San Fernando, unde i s-a alăturat mai târziu și fratele său.
A expus frecvent, câștigând mențiune de onoare la Expoziția Națională de Arte Plastice din 1864 și 1867. Unele dintre cele mai cunoscute lucrări ale sale includ portrete postume ale lui Miguel de Cervantes și Pedro Rodríguez, Contele de Campomanes⁠(d), precum și episoade din viața Sfintei Tereza.
A creat o „Alegorie a filosofiei” pentru Ateneo de Madrid⁠(d) și a lucrat cu fratele său, creând portrete ale Sfinților Marcu și Matei pentru Iglesia del Buen Suceso⁠(d).
Se pare că a fost inactiv câțiva ani înainte de moartea sa, care a avut loc la Madrid.